# رشته‌کوه سوانتی
رشته کوه سوانتی (گرجی: სვანეთის ქედი) یک رشته کوه فرعی به طول ۸۵ کیلومتر از قفقاز بزرگ، در منطقه سوانتی گرجستان است که در جنوب خط الراس اصلی قفقاز در جهت غرب به شرق واقع شده‌است.
رشته کوه سوانتی در امتداد مرز بین مناطق راچا-لچخومی و کومو سوانتی و سامگرلو-زمو سوانتی (سوانتی شمالی و جنوبی) در شمال گرجستان قرار دارد. این حوضه آبخیز بین رودخانه انگوری (در شمال و غرب) و تسخنیستقلی (در جنوب) را تشکیل می‌دهد. شاخه راست تسخنیستقلی چلدولا، کوه‌ها را از رشته جنوبی اگریسی جدا می‌کند. کوه‌های سوانتیک در قله لاهیلی به حداکثر ارتفاع ۴۰۰۹ متری می‌رسند. خط الراس تا حدی یخچالی است.

## زمین‌شناسی
رشته کوه سوانتی عمدتاً از سنگهای رسوبی (میکا، شیست) و بخشی از سنگهای دگرگونی (کوارتزیت، تخته سنگ) تشکیل شده‌است.

## پوشش گیاهی
در دامنه‌ها پوشش گیاهی نیمه آلپ و کوهستانی رشد می‌کند. دامنه‌های رشته کوه سوانتی در ارتفاعات پایین‌تر پوشیده از جنگل‌های راش، صنوبر و صنوبر است.